# That'll Be the Day
"That'll Be the Day" is een nummer van de Amerikaanse muzikant Buddy Holly, opgenomen met zijn toenmalige band The Crickets. Het nummer werd uitgebracht op hun debuutalbum The "Chirping" Crickets uit 1957. Op 27 mei van dat jaar werd het nummer uitgebracht als de eerste single van het album.

## Achtergrond
"That'll Be the Day" is geschreven door groepsleden Holly en Jerry Allison en geproduceerd door Norman Petty, die weliswaar niet meeschreef, maar toch als co-auteur van het nummer werd genoemd. Het nummer werd geïnspireerd door de film The Searchers, waarin John Wayne meerdere malen de zin "that'll be the day" uitsprak. Holly, Allison en Sonny Curtis zagen deze film in juni 1956. Holly nam het nummer op 22 juli 1956 voor het eerst op met zijn band The Three Tunes in Bradley's Barn in Nashville. Platenmaatschappij Decca was echter niet tevreden met de prestaties van de twee voorgaande singles van Holly en bracht geen muziek uit deze sessies uit.
Volgens het contract van Holly met Decca mocht hij geen nummers opnieuw opnemen die hij in 1956 in Nashville had opgenomen, zelfs als deze niet zouden worden uitgebracht. Producer Norman Petty wist hier echter omheen te werken door "That'll Be the Day" uit te laten brengen onder de naam The Crickets. Deze opname werd uitgebracht door Brunswick, een dochteronderneming van Decca. Toen Decca hierachter kwam, lieten zij Holly een contract tekenen bij Coral Records, een andere dochteronderneming, zodat hij twee contracten had. Opnames met de Crickets zouden uitgebracht worden via Brunswick, terwijl de opnames onder zijn eigen naam werden uitgebracht via Coral.
Op 25 februari 1957 namen Buddy Holly en The Crickets een nieuwe versie van "That'll Be the Day" op in de studio van Norman Petty in Clovis. Deze versie werd op 27 mei van dat jaar als single uitgebracht. Het werd een nummer 1-hit in zowel de Amerikaanse Billboard Hot 100 als de Britse UK Singles Chart. Op 27 november kwam het ook uit op het album The "Chirping" Crickets. In 1998 werd het nummer opgenomen in de Grammy Hall of Fame en in 2005 kwam het in de National Recording Registry terecht, een lijst van geluidsopnamen die "cultureel, historisch of esthetisch belangrijk zijn en/of het leven in de Verenigde Staten informeren of weergeven". Tevens zette het tijdschrift Rolling Stone het nummer op plaats 39 in hun lijst The 500 Greatest Songs of All Time.
Na het succes van The Crickets bracht Decca de originele opname van "That'll Be the Day" door Holly en The Three Tunes op 2 september 1957 uit als single, en kwam het in 1958 ook als titeltrack op het album That'll Be the Day te staan. Deze versie behaalde geen hitlijsten. In 1969 kreeg een heruitgave door Coral Records de status "gouden plaat". In 1986 kwam de single opvallend genoeg de Britse hitlijsten opnieuw binnen, waarin het twee weken genoteerd stond en tot plaats 85 kwam.
"That'll Be the Day" is gecoverd door meerdere artiesten. In 1958 was het het eerste nummer dat werd opgenomen door de band The Quarrymen, die later bekend zouden worden als The Beatles. Deze versie werd in 1995 uitgebracht op het compilatiealbum Anthology 1. In 1965 behaalden twee covers van The Everly Brothers en The Blue Diamonds gezamenlijk de Nederlandse Top 40, waarbij ze in dertien weken tot de negende positie kwamen. In 1976 nam Linda Ronstadt een versie op voor haar album Hasten Down the Wind, die in de Verenigde Staten de elfde plaats en in Canada de tweede plaats in de hitlijsten behaalde. Andere covers zijn afkomstig van Pat Boone, Phil Cordell, Skeeter Davis, The Flamin' Groovies, Foghat, Françoise Hardy, The La's, Modest Mouse, Barry Ryan, Bobby Vee en Link Wray. Daarnaast werd het in 1991 door BZN opgenomen in hun medley It Happened 25 Years Ago.

## Hitnoteringen

### Buddy Holly

#### NPO Radio 2 Top 2000
| Nummer met noteringen in de NPO Radio 2 Top 2000 | '99  | '00 | '01 | '02  | '03 | '04  | '05  | '06  | '07  | '08  | '09  | '10  | '11  | '12  | '13  |
| ------------------------------------------------ | ---- | --- | --- | ---- | --- | ---- | ---- | ---- | ---- | ---- | ---- | ---- | ---- | ---- | ---- |
| That'll Be the Day                               | 1013 | 971 | 952 | 1075 | 580 | 1147 | 1113 | 1146 | 1483 | 1095 | 1678 | 1593 | 1781 | 1900 | 1901 |

1. ↑  Een vetgedrukt getal geeft de hoogste notering aan.
2. ↑  Deze tabel is bijgewerkt tot en met de laatste editie (2024).

### The Everly Brothers / The Blue Diamonds

#### Nederlandse Top 40
| Hitnotering: 08-05-1965 t/m 31-07-1965 | Hitnotering: 08-05-1965 t/m 31-07-1965 | Hitnotering: 08-05-1965 t/m 31-07-1965 | Hitnotering: 08-05-1965 t/m 31-07-1965 | Hitnotering: 08-05-1965 t/m 31-07-1965 | Hitnotering: 08-05-1965 t/m 31-07-1965 | Hitnotering: 08-05-1965 t/m 31-07-1965 | Hitnotering: 08-05-1965 t/m 31-07-1965 | Hitnotering: 08-05-1965 t/m 31-07-1965 | Hitnotering: 08-05-1965 t/m 31-07-1965 | Hitnotering: 08-05-1965 t/m 31-07-1965 | Hitnotering: 08-05-1965 t/m 31-07-1965 | Hitnotering: 08-05-1965 t/m 31-07-1965 | Hitnotering: 08-05-1965 t/m 31-07-1965 | Hitnotering: 08-05-1965 t/m 31-07-1965 |
| Week                                   | 1                                      | 2                                      | 3                                      | 4                                      | 5                                      | 6                                      | 7                                      | 8                                      | 9                                      | 10                                     | 11                                     | 12                                     | 13                                     |                                        |
| -------------------------------------- | -------------------------------------- | -------------------------------------- | -------------------------------------- | -------------------------------------- | -------------------------------------- | -------------------------------------- | -------------------------------------- | -------------------------------------- | -------------------------------------- | -------------------------------------- | -------------------------------------- | -------------------------------------- | -------------------------------------- | -------------------------------------- |
| Positie                                | 35                                     | 23                                     | 24                                     | 15                                     | 15                                     | 10                                     | 9                                      | 13                                     | 16                                     | 21                                     | 23                                     | 25                                     | 40                                     | uit                                    |